# SN 1999et
SN 1999et – supernowa typu II odkryta 4 listopada 1999 roku w galaktyce NGC 1643. W momencie odkrycia miała maksymalną jasność 17,60m.